# Boris Godounov (film, 1986)
Pour les articles homonymes, voir Boris Godounov (homonymie) et Godounov.
Pour plus de détails, voir Fiche technique et Distribution.
Boris Godounov (en russe : Борис Годунов) est un film soviétique en deux parties mis en scène par Sergueï Bondartchouk, auteur du scénario, d'après le drame homonyme d'Alexandre Pouchkine, sorti en 1986.

## Synopsis
Les faits se passent en 1604, en Russie et relatent les événements de la guerre contre les Polono-Lituaniens, qui soutiennent Otrepiev comme étant le tsarévitch Dimitri, pendant le règne de Boris Godounov (1551-1605).

## Fiche technique
- Titre : Boris Godounov
- Réalisation : Sergueï Bondartchouk
- Scénario : Sergueï Bondartchouk
- Photographie : Vadim Ioussov
- Direction artistique : Vladimir Aronine
- Compositeur : Viatcheslav Ovtchinnikov
- Production : Mosfilm, Studios Barrandov
- Conseiller scientifique : Saveli Iamchtchikov
- Pays : Union soviétique, Tchécoslovaquie, Pologne, RFA
- Genre : Drame
- Durée : 148 minutes
- Sortie : 1986

## Distribution
- Sergueï Bondartchouk : Boris Godounov
- Alexandre Soloviov : Grégori Otrepiev (le faux Dimitri)
- Antoly Romachine : Vassili Chouïssky
- Anatoly Vassiliev : Piotr Basmanov
- Adriana Berdjinska : Marina Mniszek
- Roman Filippov : Le Patriarche Job
- Viatcheslav Boutenko : Ivan Vorotynsky
- Elena Bondartchouk : La fille de Boris Godounov, Xénia
- Guennady Mitrofanov : Fol-en-Christ
- Valery Storojik : André Kourbski
- Youri Lazarev : Gavrila Pouchkine
- Vladimir Sedov : Afanassy Pouchkine
- Gueorgui Bourkov : Barlaam
- Vadim Alexandrov : Misael
- Irina Skobtseva : L'aubergiste
- Kira Golovko : La mère de Xénia
- Lioudmila Korchakova : La tsarine Maria
- Fiodor Bondartchouk : Le tsarévitch Fiodor
- Olgierd Łukaszewicz : Mikołaj Czernikowski
- Marian Dziędziel : Adam Wiśniowiecki
- Vladimir Novikov : Semion Godounov
- Viktor Yakovlev : Vassili Chtchelkalov
- Oleg Mikhaïlov : Fiodor Mstislavsky
- Boris Khimitchev : Mossalsky
- Alexandre Titorenko : Jacques Margeret
- Norbert Kuchinke : Walter Rosen
- Viktor Smirnov : Rojnov
- Youri Cherstniov : Kalera
- Vladimir Ferapontov : Khrouchtchov
- Youra Matioukhine : Le tsarévitch Dimitri
- Valery Cheptekita : Paphnuce, l'higoumène du monastère de Tchoudov
- Galina Diomina : Une vieille femme
- Ivan Lapikov : Un aveugle